# NGC 805
NGC 805 je galaksija u zviježđu Trokut.

## Vanjske poveznice
- SEDS: NGC 805